# Policarpo Petrocchi
Policarpo Petrocchi  (* 16. März 1852 in Pistoia; † 25. August 1902 ebenda) war ein italienischer Schriftsteller, Romanist, Italianist  und Lexikograf.

## Leben und Werk
Petrocchi kam 1873 als Lehrer einer Privatschule nach Mailand und unterrichtete dort von 1875 bis 1895 an der Militärakademie, sowie (nach deren Schließung, bis zu seinem vorzeitigen Tod) an der Militärakademie Rom. Berühmt wurde er durch sein großes italienisches Wörterbuch, das im Prozess der sprachlichen Einigung Italiens eine wichtige an Manzoni angelehnte Rolle spielte. Es gefiel durch umfängliche Berücksichtigung der Sprechsprache und ihrer Phraseologie in zahlreichen Beispielsätzen und Kollokationen, sowie durch klare Trennung (mittels Zweiteilung der Seite) des zentralen vom peripheren Wortschatz. Die vom großen Wörterbuch (Dizionario universale) abgeleiteten praxisorientierten Fassungen des Schulwörterbuchs (Dizionario scolastico) und des Kleinen Wörterbuchs (Piccolo Dizionario), die mehr als 50 Jahre lang verkauft wurden, stützten den Erfolg. Petrocchis Autobiografie (Il mio paese, „Meine Heimat“) wurde seit 1972 dreimal postum herausgegeben. In seiner Heimatstadt ist ein Gymnasium nach ihm benannt. Im Stadtteil Castello di Cireglio wurde ihm 1909 ein Denkmal errichtet und an seinem Geburtshaus eine Gedenktafel angebracht.

## Werke
- Fiori di campo. Letture toscane, Mailand, Agnelli, 1876.
  - Letture toscane. Racconti ameni, Mailand, Agnelli, 1879.
- I vespri. Commedia in cinque atti e un prologo, Mailand 1882.
- Dell'opera di Alessandro Manzoni letterato e patriotta. Discorso storico critico, Mailand 1886.
- Nei boschi incantati. Novelle per ragazzi, Mailand, Treves,  1887; Florenz, Salani, 1989.
- Antologia italiana di prosa e poesia, Mailand, Agnelli, 1888.
- Thesaurus. Enciclopedia Manuale illustrata, Mailand, Vallardi, 1891–1901 (unvollendet).
- (Hrsg.) Alessandro Manzoni, I Promessi sposi, Florenz, Sansoni, 1893–1902, 1992.
- Carlo Goldoni e la commedia. Discorso storico-critico, Rom, Vallardi, 1893.
- La religione nelle scuole. Chiacchiere serali, Mailand, Dumolard, 1895.
- La Prima Giovinezza di Alessandro Manzoni (1785-1806), Florenz, Sansoni 1898.
- Le guerre, Mailand 1899.
- Del numero nel poema dantesco, in: Rivista d'Italia, 1901.
- La lingua e la storia letteraria d'Italia dalle origini fino a Dante, Rom, Loescher, 1903.
- Il mio paese, hrsg. von Sigfrido Bartolini, Rom, Volpe, 1972, Florenz, 1997; hrsg. von Fernando Tempesti, Florenz, Salani, 1988;  hrsg. von Giovanni Capecchi, Pistoia 2009.
- (Übersetzer) Émile Zola, L’Assommuàr, hrsg. von  Lisa Zini, Pistoia 2014.

### Wörterbücher und Grammatiken
- Novo dizionario universale della lingua italiana, 2 Bde., Mailand,  Treves, 1887–1891, 1900 (1286 + 1287 Seiten, zuletzt 1931).
- Novo dizionario scolastico della lingua italiana dell'uso e fuori d'uso, con la pronunzia, le flessioni dei nomi, le coniugazioni e le etimologie, secondo gli ultimi risultati della moderna linguistica, Mailand, Treves, 1892 (1201 Seiten), 1897; Garzanti, 1952, 1963.
- Piccolo dizionario della lingua italiana, contenente regole principali di grammatica, d'ortografia e d'ortoepia, vocabolario alfabetico, dizioni, modi, sinonimi, retta pronunzia, Mailand, Vallardi, 1894 (740 + 355 Seiten, bis 1964).
- Vocabolarietto di pronunzia e ortografia della lingua italiana, Mailand, Vallardi, 1891 (664 Seiten; bis 1947).
- Grammatica della lingua italiana, Mailand, Treves, 1887, 1889; Sorrent, Di Mauro, 1992; Book on Demand, 2013.
- Nova grammatica italiana a uso delle scuole elementari superiori, Mailand, Vallardi, 1898, 1899.